# Tempio di Artemide (Gerasa)
Il Tempio di Artemide di Gerasa è un tempio romano di Gerasa, in Giordania. Fu costruito su uno dei punti più alti e dominò l'intera città. Le rovine del tempio sono ancora uno dei monumenti più belli rimasti dell'antica città di Gerasa.

## Storia
Artemide era la dea protettrice della città ed era molto apprezzata dalla popolazione ellenistica di Gerasa, mentre la parte semita della popolazione preferiva Zeus. La costruzione del tempio fu terminata nel 150 d.C., durante il regno dell'imperatore Antonino Pio.
L'edificio aveva un portico esastilo con dodici colonne, di cui undici sono ancora in piedi. I capitelli corinzi che decorano le colonne sono molto ben conservati. Le pareti del tempio avevano tre ingressi decorati con tre pilastri corinzi.
Il Tempio di Artemide era presumibilmente il tempio più bello e più importante dell'antica Gerasa, contenente raffinati pannelli di marmo e una statua di culto riccamente decorata all'interno della cella.
All'inizio del XII secolo il tempio fu trasformato in fortezza da una guarnigione di stanza nella zona dallo Zahir ad-Din Toghtekin, atabeg di Damasco. Baldovino II, re di Gerusalemme, catturò e incendiò la fortezza nel 1121-1122. Le facce interne delle pareti del tempio mostrano ancora chiaramente l'effetto del grande fuoco.
Il tempio, insieme ad altre rovine nella zona di Gerasa, furono scavati da Clarence Stanley Fisher e dalla sua spedizione negli anni '30.